# Domenico Ambrogi
Domenico Ambrogi, auch Menghino del Brizio genannt, (* 1600 in Bologna; † 1678 ebenda) war ein italienischer Maler und Kupferstecher. Seine Werke zeigen Landschaften, Fresken und historische Darstellungen.

## Leben
Ambrogi war ein Schüler des Malers Bernardino Baldi und für kurze Zeit auch von Denis Calvaert. Nach dessen Tod war er ein Gehilfe von Francesco Brizio (ca. 1574–1623), von dem sein Beiname „Menichino del Brizio“ abgeleitet ist. Etwa um das Jahr 1620 war er gemeinsam mit Girolamo Curti („Dentone“ genannt, 1570/1575 – 1632) als Figurenmaler mit Arbeiten nach Zeichnungen Brizios im Palazzo Palleotti in Bologna beschäftigt. Er arbeitete 1625 mit Angelo Michele Colonna als Quadraturmaler im Kasino Malvasia al Trebbo.
Im Jahr 1628 schuf er eine Altartafel mit der Darstellung eines Schutzengels in Kirche San Giacomo Maggiore. Um 1669 erhielt Ambrogi gemeinsam mit Colonna einen Auftrag für Freskenmalereien im Palazzo De’Buoi (später Palazzo Vignoli) in Poggio di Castel San Pietro Terme. In späteren Jahren erkrankte er an Arthritis, so dass er nur noch am Tisch sitzend arbeiten konnte. Er fertigte nun Zeichnungen und Stiche am. Zu seinen Schülern zählten unter anderem Giacinto Campana, Pier Antonio Cerva und Giovanni Antonio Fumiani. Ambrogi mit Carlo Cesare Malvasia befreundet, der eine Zeit lang in seinem Haus lebte.

## Werke (Auswahl)

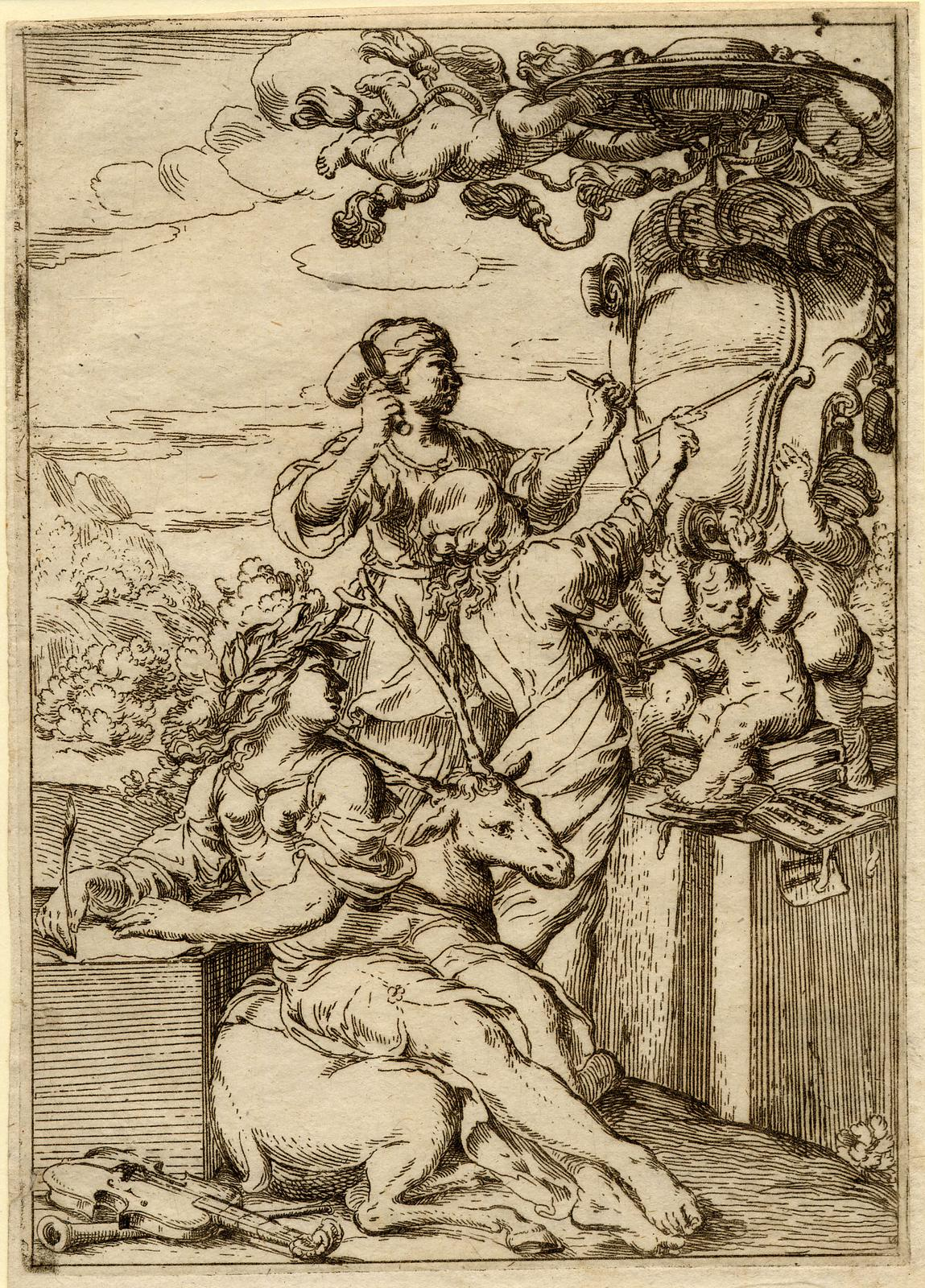
Allegorie der Bildhauerei, Malerei und der Dichtkunst

Ambrogi malte zahlreiche historische Fresken in Palästen und fertigte Tafelbilder, Architektur- und Landschaftsdarstellungen, Altarbilder für mehrere Kirchen, Genreszenen und dekorative Arbeiten.
- Fresken im Palazzo Paleotti (mit Girolamo Curti)
- Fresken in der Annunziata (Verkündigungskirche) in Bologna
- Fresken in den Palästen Ratta-Guastavillani und Mareschalchi
- Krönung Mariae in S. Maria della Vita
- Schutzengel in San Giacomo Maggiore 1628
- Josephs Tod in der Chiesa della Madonna del Soccorso
- Porträt des modenesischen Hofmusikers Selvatico
- Frontispiz für das Bologna perlustrata und die Thesis des Giulio Cavalieri aus Bologna
- Allegorie mit Neptun
- Allegorie der Bildhauerei, Malerei und der Dichtkunst